# Светислав Рајић
Светислав Рајић (Стари Сивац, 1889 — Нови Сад, 20. септембар 1941) био је српски правник, жупан у Печују и поджупан у Великом Бечкереку, велики жупан Београдске области.

## Биографија
Гимназију је учио у Сомбору, Будимпешти и Новом Саду, а право је студирао у Јегри, Будимпешти и Берлину. Био је поджупан и жупан у Печују, затим поджупан у Великом Бечкереку и Сомбору. Једно време био је начелник у Министарству унутрашњих послова и велики жупан Београдске области. 
Пензионисан је 1929.. За време Стојадиновића био је реактивиран и послат на Цетиње и убрзо именован за подбана. На њега је покушан атентат 18. јуна 1937. када је био тешко рањен. 
За бана Дунавске бановине именован je 26. марта 1936. године. На сопствени захтев је 1939. отишао у пензију. Живео је у Новом Саду.